# Ортатюбинский сельсовет
Ортатюбинский сельсовет — административно-территориальная единица и муниципальное образование со статусом сельского поселения в Ногайском районе Дагестана Российской Федерации.
Административный центр — село Ортатюбе.

## Население
| 2002  | 2010  | 2012  | 2013  | 2014  | 2015  | 2016  |
| ----- | ----- | ----- | ----- | ----- | ----- | ----- |
| 1555  | ↘1431 | ↘1351 | ↘1295 | ↘1229 | ↘1185 | ↘1168 |
| 2017  | 2018  | 2019  | 2020  | 2021  | 2023  | 2024  |
| ↘1131 | ↘1082 | ↘1054 | ↘1040 | ↘1025 | ↘991  | ↘961  |
| 2025  |       |       |       |       |       |       |
| ↗963  |       |       |       |       |       |       |

## Состав
| № | Населённый пункт | Тип населённого пункта       | Население |
| - | ---------------- | ---------------------------- | --------- |
| 1 | Ортатюбе         | село, административный центр | ↘795      |
| 2 | Уй-Салган        | село                         | ↘230      |